# Cromosoma 13
Con il nome di cromosoma 13 si indica, per convenzione, il tredicesimo cromosoma autosomico umano in ordine di grandezza (calcolando anche il cromosoma X, risulta essere il quattordicesimo). Gli individui presentano solitamente due copie del cromosoma 13, come di ogni autosoma. Il cromosoma 13 possiede circa 114 milioni di nucleotidi. I due cromosomi 13 rappresentano quasi il 4% del DNA totale nelle cellule umane.
Il cromosoma 13 contiene oltre 450 geni. Si ritiene che possa contenerne fino a 700.
Il numero di polimorfismi a singolo nucleotide (SNP) è di quasi 400.000.

## Geni
I seguenti sono alcuni dei geni identificati sul cromosoma 13:
- ATP7B: peptide beta della ATPasi trasportatrice di Cu++ (legata alla malattia di Wilson);
- BRCA2: proteina 2 correlata al tumore alla mammella ad esordio precoce;
- EDNRB: recettore di tipo B per l'endotelina;
- GJB2: connexina 26 (proteina della giunzioni gap beta 2);
- GJB6: connexina 30 (proteina della giunzioni gap beta 6);
- PCCA: propionil coenzima A carbossilasi (peptide alfa);
- RB1: proteina Rb1, legata al retinoblastoma e all'osteosarcoma;
- FLT1: tirosina chinasi 1 correlata a Fms (recettore 1 per il fattore di crescita dell'endotelio vascolare, VEGF).
- ERCC5 (ERCC Excision Repair 5, Endonuclease)

## Malattie
Alcune patologie legate a problemi a carico del cromosoma 13:
- acidemia propionica;
- malattia di Wilson;
- retinoblastoma;
- sindrome di Waardenburg;
- sordità non sindromica;
- tumore alla mammella;
- tumore alla vescica.
- Xeroderma Pigmentoso

## Anomalie cromosomiche
Le seguenti patologie sono indotte da anomalie del cromosoma 13:
- Il retinoblastoma è legato, in una piccola percentuale di casi, alla delezione della regione cromosomica 13q14, contenente il gene RB1. Bambini con tale delezione cromosomica possono sviluppare anche ritardo mentale, crescita lenta ed una facies caratteristica (con sopracciglia sporgenti, naso corto e anormalità delle orecchie). Non è ancora chiaro quali altri geni siano localizzati nella regione: è ipotesi consolidata, infatti, che le cause di alterazioni di questo genere non possano ascriversi esclusivamente alla delezione di RB1[3][4].
- La trisomia 13 Sindrome di Patau ha luogo quando ogni cellula dell'organismo presenta tre cromosomi 13 al posto dei canonici 2. Sono possibili anche casi di trisomia 13 a mosaico. Talvolta la trisomia può anche essere indotta da un riarrangiamento precoce tra il cromosoma 13 ed altri cromosomi. Il risultato di tale evento, noto come trisomia parziale, consiste nella presenza di due cromosomi completi e di uno spezzone aggiuntivo. Ciò ha effetti evidenti sullo sviluppo dell'individuo, che richiamano i segni clinici ed i sintomi tipici della trisomia 13 completa.
- La monosomia parziale della regione 13q è una rara aberrazione cromosomica caratterizzata dall'assenza di un pezzo del braccio lungo di uno dei due cromosomi 13. I neonati che presentano una tale anomalia possono mostrare un basso peso alla nascita, malformazioni nella regione craniofacciale, anormalità scheletriche (tipicamente presso piedi e mani) e ritardo mentale.